# 케키 아디카리
케키 아디카리(네팔어: केकी अधिकारी, 1988년 5월 7일 ~ )는 네팔의 배우, 모델이다.